# Hirofumi Sasaki
Hirofumi Sasaki (佐々木博史 Sasaki Hirofumi?) es un compositor japonés y exempleado de Konami. Es más conocido por sus trabajos en GuitarFreaks & DrumMania comenzando por primera vez en GUITARFREAKS 4thMIX & drummania 3rdMIX como teclista en la canción BAD MEDICINE compuesta por Stephen Mcknight. Actualmente trabaja como independiente de vez en cuando para Konami.

## Música principal
La siguiente lista muestra las canciones que fueron creadas por el mismo autor y también con los artistas que trabajó para su elaboración:
- GUITARFREAKS 4thMIX & drummania 3rdMIX
  - BAD MEDICINE
  - CALL MY NAME
  - ダイナマイト

- GUITARFREAKS 5thMIX & drummania 4thMIX
  - CASSANDRA
  - STONE COLD BUSH
  - The Least 100sec
  - WELCOME TO THE JUNGLE

- GUITARFREAKS 6thMIX & drummania 5thMIX
  - BOBBY SUE AND SKINNY JIM
  - Long train runnin' 
  - TRAIN-TRAIN
  - 子供の落書き帳

- GUITARFREAKS 7thMIX & drummania 6thMIX
  - Concertino in Blue
  - DEPARTURE

- GUITARFREAKS 8thMIX & drummania 7thMIX
  - cachaca
  - KISS ME GOODBYE!
  - Sweet Illusion
  - To the IST
  - 人にやさしく
  - ♥桃色片想い♥
  - たまゆら

- GUITARFREAKS 9thMIX & drummania 8thMIX 
  - Out of breath

- GUITARFREAKS 10thMIX & drummania 9thMIX
  - Timepiece phase II

- GUITARFREAKS 11thMIX drummania 10thMIX
  - 花火
  - ルージュの伝言

- MAMBO A GO GO 
  - Feux d'artifica
  - Wall Street dow n-sizer

- pop'n music カーニバル
  - コキュトス